# Барсуков, Алексей Михайлович
Алексей Михайлович Барсуков (род. 30 января 1975, Череповец, Вологодская область) — российский хоккеист, нападающий, тренер.

## Биография
Воспитанник череповецкого «Металлурга», выступал за «Металлург» / «Северсталь» (1991/92 — 1995/96), «Северсталь-2» (1992/93 — 1995/96), «Спартак» Екатеринбург, СКА Екатеринбург, «Авангард» Тамбов, ЦСКА и ЦСКА-2 (все — 1996/97), «Воронеж» и «Воронеж-2» (1997/98), «Спартак» Санкт-Петербург (1997/98 — 2000/01), «Нефтяник» Лениногорск (2001/02).
Детский тренер в «Северстали» (2007—2009), петербургских ГСДЮШОР (2013—2018), «Шторме» (2018—2019), «Динамо Юниор» (с 2019).